# 정동진

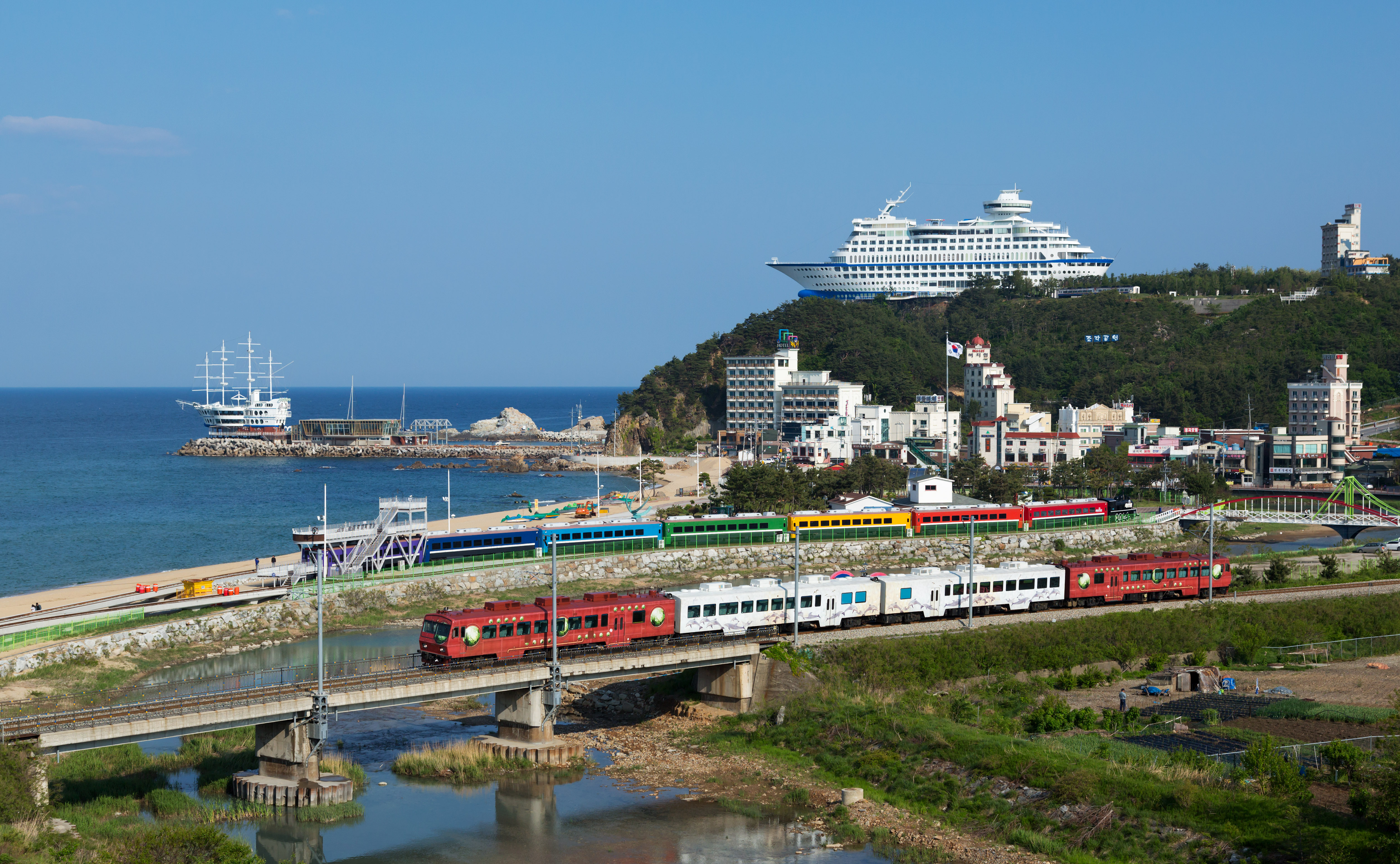
정동진해변 부근을 통과 중인 바다열차

정동진(正東津)은 강원특별자치도 강릉시 강동면 정동진리에 있는 동해 바닷가로, 해돋이의 명소이다. 조선시대 한양의 광화문 기준으로 정동(正東)쪽에 있다 하여 붙여진 이름이다. 그 후 측량기술과 GPS시스템이 발전하면서, 실제로는 서울 도봉산의 동쪽으로 밝혀졌다.
1994년, 정동진역에서 촬영된 SBS 드라마 모래시계(1995년 초 방송)가 폭발적인 관심을 얻으면서, 더불어 정동진도 유명 관광명소가 되었다. 정동진역은 세계에서 가장 바닷가에 가까운 기차역으로 기네스북에 등재되어 있다.

## 이용 안내

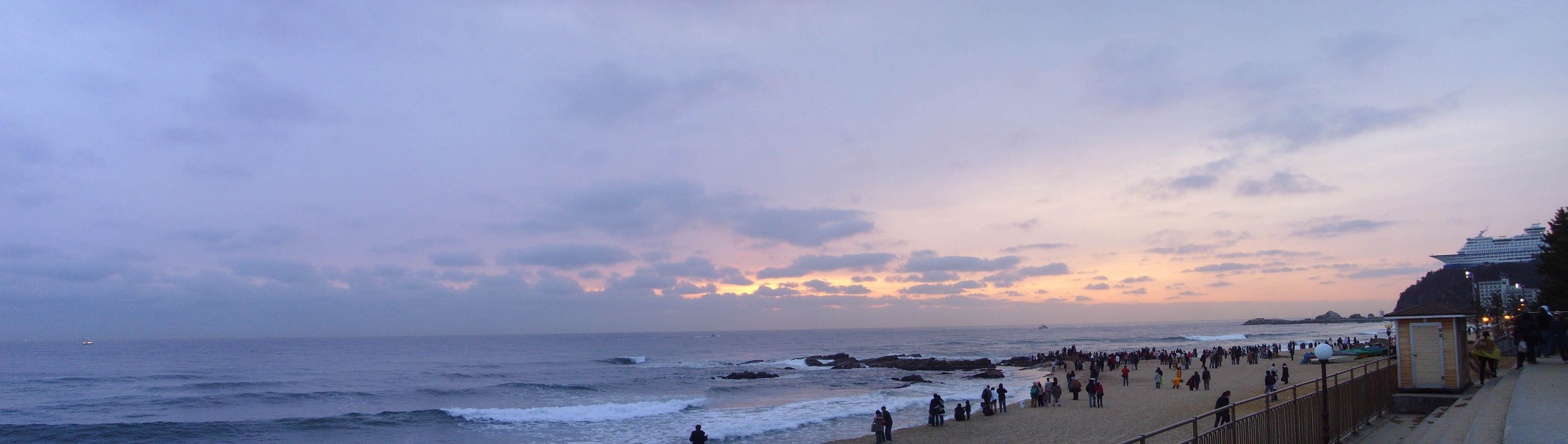
정동진

해변이므로 입장료는 무료이다. 화장실 사용이 가능하고 애완동물 동반은 가능하지만, 인근의 실내시설에는 동반이 불가하다. 주변에 모래시계공원, 정동진 해안단구, 썬크루즈 리조트 조각공원, 정동심곡 바다부채길 등이 있다. 숙박시설과 음식점을 이용할 수 있다.

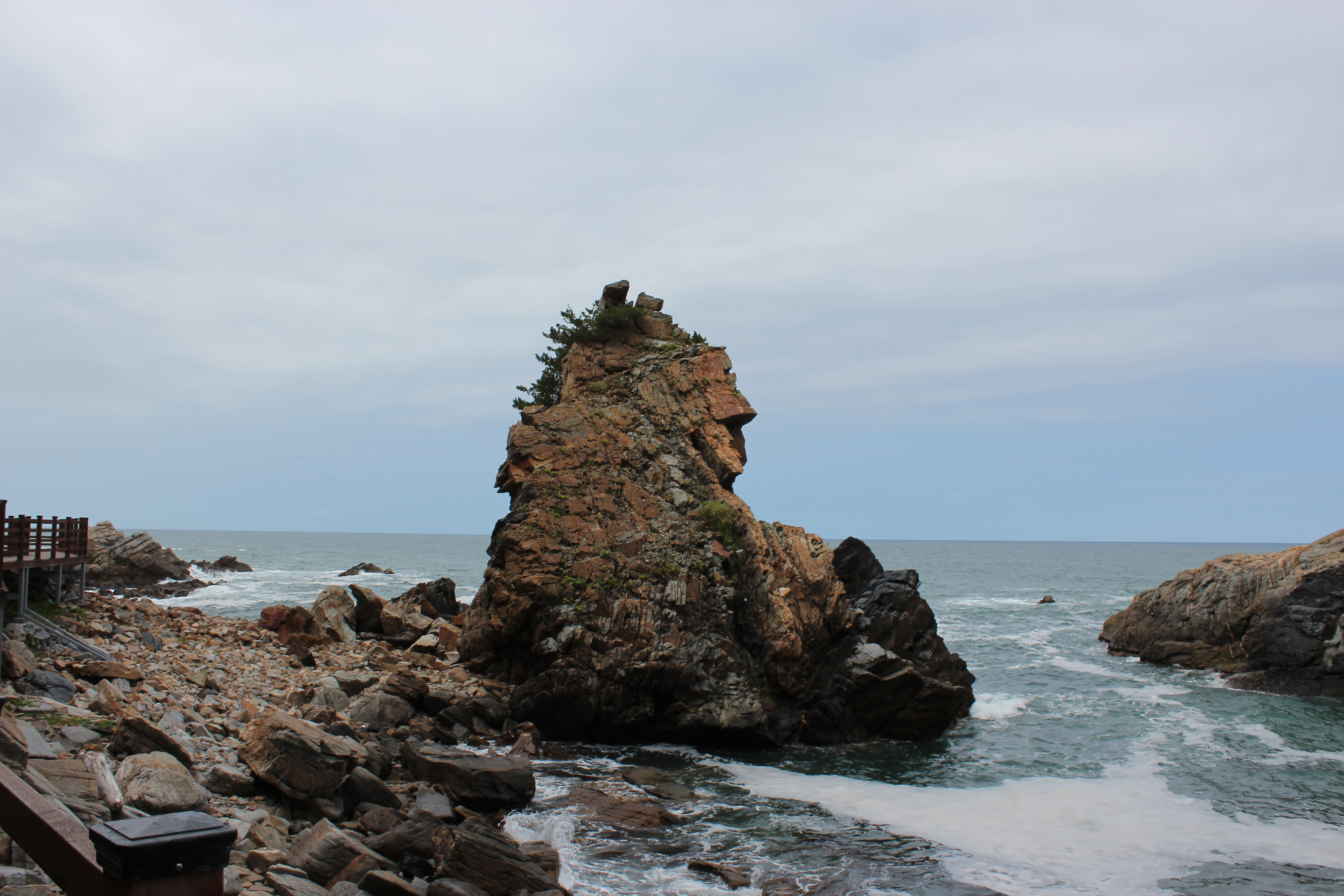
투구바위, 정동심곡바다부채길

## 교통

### 철도

정동진역

청량리역, 부전역, 동대구역, 대전역, 광주역, 목포역, 여수엑스포, 영주역 등지에서 무궁화호를 타고 정동진역에서 하차하면 된다.
단, 대전역과 광주역, 목포역, 여수엑스포역 등지는 여름 휴가철에 임시 운행된다.

### KTX
현재 KTX가 정동진역을 운행하고있으며 동해시로 이어진다.

### 버스
고속버스로는 강남터미널(소요시간: 2시간 50분)과 동서울터미널(소요시간: 3시간 30분)에서 각각 출발하여 강릉에서 하차하면 된다. 시외버스로는 동서울(소요시간: 3시간 30분)과 상봉터미널(소요시간: 4시간 30분)에서 각각 출발하여 고속버스와 마찬가지로 강릉에서 하차하면 된다.

## 같이 보기
- 정남진, 정서진
- 정동진역
- 정동진해수욕장
- 정동진 해안단구
- 모래시계
- 모래시계공원
- 강릉시의 지질
- 정동심곡바다부채길